# Hypoeschrus acme
Hypoeschrus acme là một loài bọ cánh cứng trong họ Cerambycidae.